# Оже, Пьер Виктор
Пьер Викто́р Оже́ (фр. Pierre Victor Auger; 14 мая 1899, Париж — 25 декабря 1993) — французский физик; профессор Парижского университета.

## Биография
Получил образование в Высшей нормальной школе родного города, а затем в Сорбонне. С 1927 по 1969 год Пьер Виктор Оже трудился в Парижском университете, где в 1937 году ему было присвоено звание профессора.
С 1941 по 1945 год занимался научными исследованиями в Великобритании, Канаде и Соединённых Штатах.
Учёный открыл автоионизацию возбуждённого атома (1925, эффект Оже), широкие атмосферные ливни в космических лучах (1938).

## Избранная библиография
- «Что такое космические лучи»?, М. — Л., 1947;
- «Современные тенденции в научных исследованиях», [М., 1963].